# 宗教改革日
宗教改革日是基督新教路德宗的一个宗教节日，在每年10月31日庆祝，纪念馬丁路德開啟的基督教宗教改革，起因於路德於1517年10月31日在德意志的威登堡提出了《九十五條論綱》，是新教運動的開端。故特别在信義宗和归正宗教會中被紀念。
宗教改革日在以下地方是公眾假期：斯洛文尼亚（宗教改革对其文化发展贡献甚大，尽管斯洛文尼亚人大部分是天主教徒）和德国的勃兰登堡州、梅克伦堡-前波美拉尼亚、萨克森州、萨克森-安哈尔特州和图林根州，当天与万聖夜相同。
2017年10月31日是宗教改革500周年纪念日。因具有历史意义，这一年的10月31日成为德国一次性的法定节假日。通常不把宗教改革日作为法定节假日的州也把这一天作为节假日，这些州包括：巴登-符腾堡、巴伐利亚、柏林、不来梅、汉堡、黑森、下萨克森、北莱茵-威斯特法伦、莱茵兰-普法尔茨、萨尔兰和石勒苏益格-荷尔斯泰因。